# San Salvatorkerk (Orthen)
De San Salvatorkerk is de kerk van Orthen, 's-Hertogenbosch. Salvator betekent Verlosser. Met San Salvator wordt dus Jezus Christus bedoeld. De kerk staat aan het Schaarhuisplein.

## Geschiedenis
Voorloper van deze kerk was de Sint-Lambertuskerk die echter, toen nieuwe woonwijken ten oosten van Orthen werden gebouwd, zeer excentrisch was gelegen. Reden waarom een nieuwe kerk werd gebouwd die dichter bij de nieuwe bebouwing lag.
De kerk werd gebouwd in de jaren 1955-1956 naar het ontwerp van de architecten H.W. en P.W. de Graaf, en is een voorbeeld van de cursus kerkelijke architectuur die in 1953-1956 in 's-Hertogenbosch werd gegeven door Nico van der Laan. De kerk heeft kenmerken van de Bossche School en van de neoromaanse architectuur. Het altaar is het middelpunt van de kerk en de klokkentoren staat vrij van het gebouw. 
Al sedert de oprichting van de San Salvatorkerk  had de progressieve geloofsgemeenschap een moeizame verstandhouding met het bisdom. Het bisdom gedoogde al die tijd de alternatieve vieringen. Toch leidde het uiteindelijk tot een breuk met het bisdom, en een uitzetting uit de kerk in 2013. De leden groepeerde zich tot de 'San Salvatorgemeenschap', en men was genoodzaakt uit te wijken naar een andere locatie. Uiteindelijk werd op 4 oktober 2015 de kerk aan de eredienst onttrokken. De kerk werd daarna bestemd voor opslag van kerkelijke goederen uit het bisdom 's-Hertogenbosch.

### Jump XL
In 2017 had het bedrijf Jump XL plannen voor een trampolinecentrum in de kerk, tot ongenoegen van de omwonenden die bang waren voor overlast. Nadat de bewoners ongelijk kregen van de gemeentelijke bezwarencomissie, en Jump XL alsnog een vergunning kreeg, zijn ze naar de rechter gestapt. Nog voordat er uitspraak is gedaan door de rechter heeft het bedrijf afgezien van de plannen vanwege de negatieve publieke opinie.

### Gezondheidscentrum
In 2020 heeft het bedrijf Maatschappelijk Zorg Vastgoed (MZV) plannen ontwikkeld voor een gezondheidscentrum in de kerk. In tegenstelling tot de plannen voor het trampolinecentrum werden deze plannen wel positief ontvangen door de buurtbewoners. Na een vertraging door de coronapandemie heeft het gezondheidscentrum in 2021 zijn deuren geopend.